# Diego Abad de Santillán
Diego Abad de Santillán, pseudonimo di Sinesio Baudilio García Fernández (Reyero, 20 maggio 1897 – Barcellona, 18 ottobre 1983), è stato un anarchico, scrittore e editore spagnolo, figura di rilievo dell'anarco-sindacalismo in Spagna e in Argentina.

## Biografia
Diego Abad de Santillán nacque a Reyero il 20 maggio 1897. La sua famiglia emigrò in Argentina quando aveva solo otto anni. Qui studiò in una scuola commerciale serale e lavorò come apprendista muratore, fabbro, tipografo e aiuto ferroviere. Rientrato in Spagna nel 1912, terminò gli studi e si iscrisse alla facoltà di Lettere e Filosofia all'Università Centrale di Madrid. Non poté terminare gli studi perché fu arrestato e condannato a 12 anni di carcere a seguito del grande sciopero generale del 1917. Durante la detenzione si avvicinò alle idee anarchiche, impressionato dalle qualità morali degli operai anarchici detenuti. Questa esperienza lo portò successivamente ad elaborare una interpretazione etica e sociale dell'Anarchismo. Rilasciato dopo un anno e mezzo di detenzione a seguito di un'ammnistia ritornò in Argentina per sfuggire al servizio militare, Qui si impegnò come attivista della organizzazione anarcosindacalista Federación Obrera Regional Argentina (FORA) e come redattore del periodico La Protesta.

Successivamente si trasferì a Berlino per studiare Medicina. Qui entrò a far parte dei circoli libertari locali e conobbe la sua futura moglie Elise Kater. Nel 1922 rappresentò la FORA al congresso di fondazione dell'Internazionale anarco-sindacalista. Interruppe nuovamente gli studi dedicandosi ad una fiorente attività di editore di testi anarchici. Tradusse in spagnolo e pubblicò ben 44 classici dell'anarchismo. Nello stesso tempo svolgeva il ruolo di corrispondente de La Protesta e ne curava l'inserto letterario.

Rientrò in Argentina nel 1926, dove assunse la direzione de La Protesta insieme a Emilio López Arango, proseguì nell'opera di editore e collaborò con la FORA, dando impulso alla campagna in favore di Sacco e Vanzetti. Si oppose con decisione al colpo di stato del generale José Félix Uriburu (6 settembre 1930) e per questo venne condannato a morte. Fuggito a Montevideo tornò in Spagna alla notizia della proclamazione della repubblica. Rientrò clandestinamente in Argentina nel 1932 adoperandosi per la liberazione dei prigionieri politici. Scrisse le principali opere sulla storia del movimento anarchico argentino. I suoi scritti esercitarono un notevole influsso anche sul movimento anarchico spagnolo, favorendo la nascita della Federación Anarquista Ibérica (FAI) nel 1927

Nel 1933 rientrò nuovamente in Spagna, si stabilì a Barcellona dove ricoprì importanti funzioni nell'ambito della Confederación Nacional del Trabajo (CNT) e della FAI. Diresse i periodici Solidaridad obrera, Tierra y Libertad e Tiempos Nuevos e fu più volte incarcerato.

Allo scoppio della guerra civile nel 1936 rappresentò la CNT nel Comitato delle milizie antifasciste di Catalogna e successivamente fece parte del Consiglio economico della Generalitat di Catalogna, sostenendo la necessità della partecipazione degli anarchici al governo repubblicano. In questo ruolo ebbe una funzione rilevante nella definizione delle linee guida dell'economia cooperativa catalana. Dopo gli scontri del maggio 1937 che dilaniarono il fronte antifascista divenne estremamente critico nei confronti della politica del Partito comunista spagnolo stalinista e del governo di Juan Negrín, assunse in quest'epoca la responsabilità dell'Archivio di guerra della repubblica.

Dopo la fine della guerra civile (1939) andò in esilio in Francia dove venne internato nel campo di Saint-Cyprien. Evase e dopo un viaggio avventuroso raggiunse l'Argentina, dove si impegnò in una intensa attività di saggista e di editore. Nel 1970 si recò in Messico, invitato dal presidente Echeverría per collaborare alla stesura della storia della Rivoluzione messicana. Dopo la morte del dittatore Franco tornò in Spagna una prima volta nel 1976 e poi definitivamente (già malato) nel 1982. Alla sua morte ha lasciato parte della sua grande biblioteca e del suo voluminoso archivio alla Biblioteca Pubblica Arús di Barcellona e parte all'Istituto di Storia sociale di Amsterdam.

## Opere
Nel corso della sua vita ha contribuito alla pubblicazione di circa 250 opere, 56 delle quali proprie (alcune a carattere enciclopedico). Tradusse 44 opere e collaborò a oltre 20 tra periodici e riviste.
Tra le opere principali:
- L'anarchismo nel movimento operaio (1925)
- Gli anarchici e la reazione contemporanea (1925)
- Il movimento anarchico in Argentina (1930)
- Ricostruzione sociale. Basi per una nuova edificazione economica argentina (1933)
- La bancarotta del sistema economico e politico capitalista (1933)
- Gli anarchici e la rivoluzione spagnola (1938, con Luigi Fabbri
- Perché abbiamo perso la guerra (1940)
- La crisi del capitalismo e la missione del proletariato (1946)
- Contributo alla storia del movimento operaio spagnolo (1962-1965)
- Grande enciclopedia della provincia di Santa Fe (1967)
- Storia argentina (1965-1971)
- Da Alfonso XIII a Franco (1974)
- Storia della rivoluzione messicana (1976)
- Memorie (1977)[2][3]